# St. Burkard (Trappstadt)

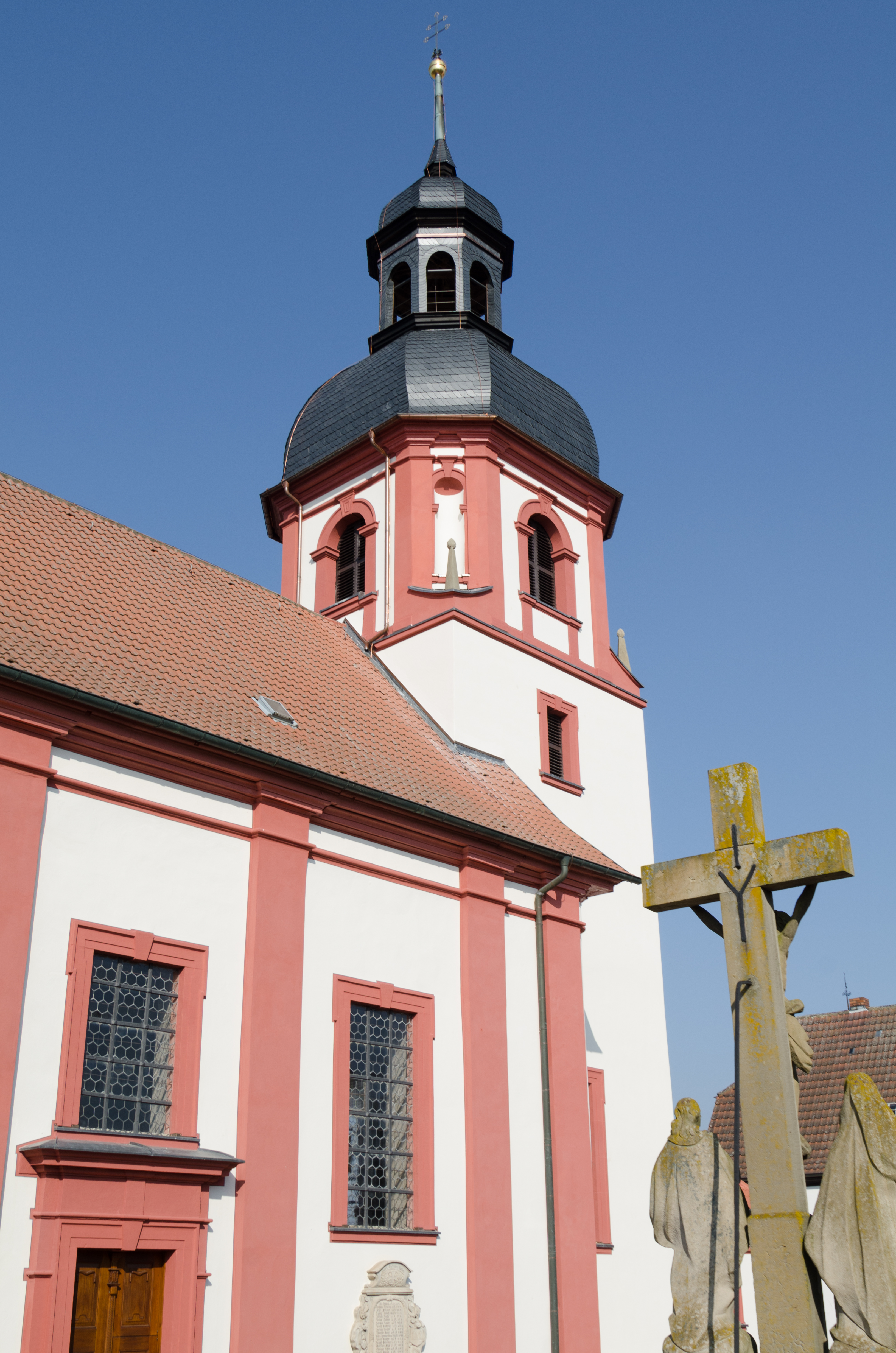
St. Burkard (Trappstadt)

Die römisch-katholische Pfarrkirche St. Burkard steht in Trappstadt, einem Markt im unterfränkischen Landkreis Rhön-Grabfeld in Bayern. Anfang des 18. Jahrhunderts entstand das Langhaus des denkmalgeschützten Bauwerks. Die Pfarrei gehört zur Pfarreiengemeinschaft St. Martin im östlichen Grabfeld (Untereßfeld) im Dekanat Bad Neustadt des Bistums Würzburg.

## Beschreibung
Die unteren Geschosse des spätmittelalterlichen Chorturms, die von der Vorgängerkirche stammen, wurden beim Neubau des Langhauses der Saalkirche 1711–15 nach einem Entwurf von Joseph Greissing mit einem achteckigen Geschoss aufgestockt und mit einer schiefergedeckten Welschen Haube bedeckt. Zur Kirchenausstattung gehören der 1715 gebaute Hochaltar, dessen Altarretabel Jesus am Kreuz zeigt, und die in derselben Zeit gebaute Kanzel mit ihrem Schalldeckel, der die Auferstehung Jesu Christi zeigt.